# Marie-Angélique Duru
Pour les articles homonymes, voir Duru.
Marie-Angélique Duru est une calligraphe française, active à Paris au début du XVIIIe siècle.

## Biographie
Elle est née vers 1680. Elle exécuta au moins un manuscrit.

## Œuvre
De sa production, on ne connaît que L'Office du Saint Esprit, écrit par Marie Angélique Duru en l’an 1705. 16°, 22 f. sur vélin, le second feuillet portant les armes de Jacques-Louis de Beringhen (1651-1723), qui tint entre autres les charges de premier écuyer de la petite écurie du Roi, gouverneur de la citadelle de Marseille, promu chevalier de l’ordre du Saint-Esprit le 31 décembre 1688. Il était aussi un avide collectionneur d'estampes. L'ouvrage est calligraphié en romaine et en bâtarde, avec des lettrines de couleur et en or.
Il est signalé dans trois collections précieuses :
- Catalogue de la collection de feu le Dr. Michelon, 1864 (n° 59).
- Catalogue n° 62 de L. Potier, 29 mars 1870 (n° 62, adjugé 70 francs).
- Collection du comte de L*** (vendue en 1883)

Il est aussi répertorié dans le Bulletin du bibliophile et du bibliothécaire (1897), p. 202. Il est finalement passé récemment en vente à Versailles (Enchères Chevau-Légers, 27 juin 2004).